# Пазник укореняющийся
Пазник укореняющийся, или пазник стержнекорневой (лат. Hypochaeris radicata) — травянистое растение, вид многолетних травянистых растений, относящийся к роду Пазник (Hypochaeris) семейства Сложноцветные (Asteraceae). Широко распространён в Северном полушарии. 
Иногда вид путают с одуванчиками, так как внешний облик растений имеет сходства. Однако цветоносы пазника раздваиваются и твёрдые, тогда как цветоносы одуванчика полые и не раздваиваются. Оба растения имеют розетку листьев и центральный стержневой корень. Листья одуванчиков струговидные, имеют зазубренный вид, тогда как листья пазника более лопастные и опушённые. Растения имеют схожее применение.

## Название
Название рода Hypochoeris/Hypochaeris происходит от др.-греч. χοῖρος, choiros — «поросёнок» и ὑπό, hypo — «для», поскольку свиньи охотно поедают корни растения.
Видовой эпитет radicata — от латинского radix «корень».

## Ботаническое описание

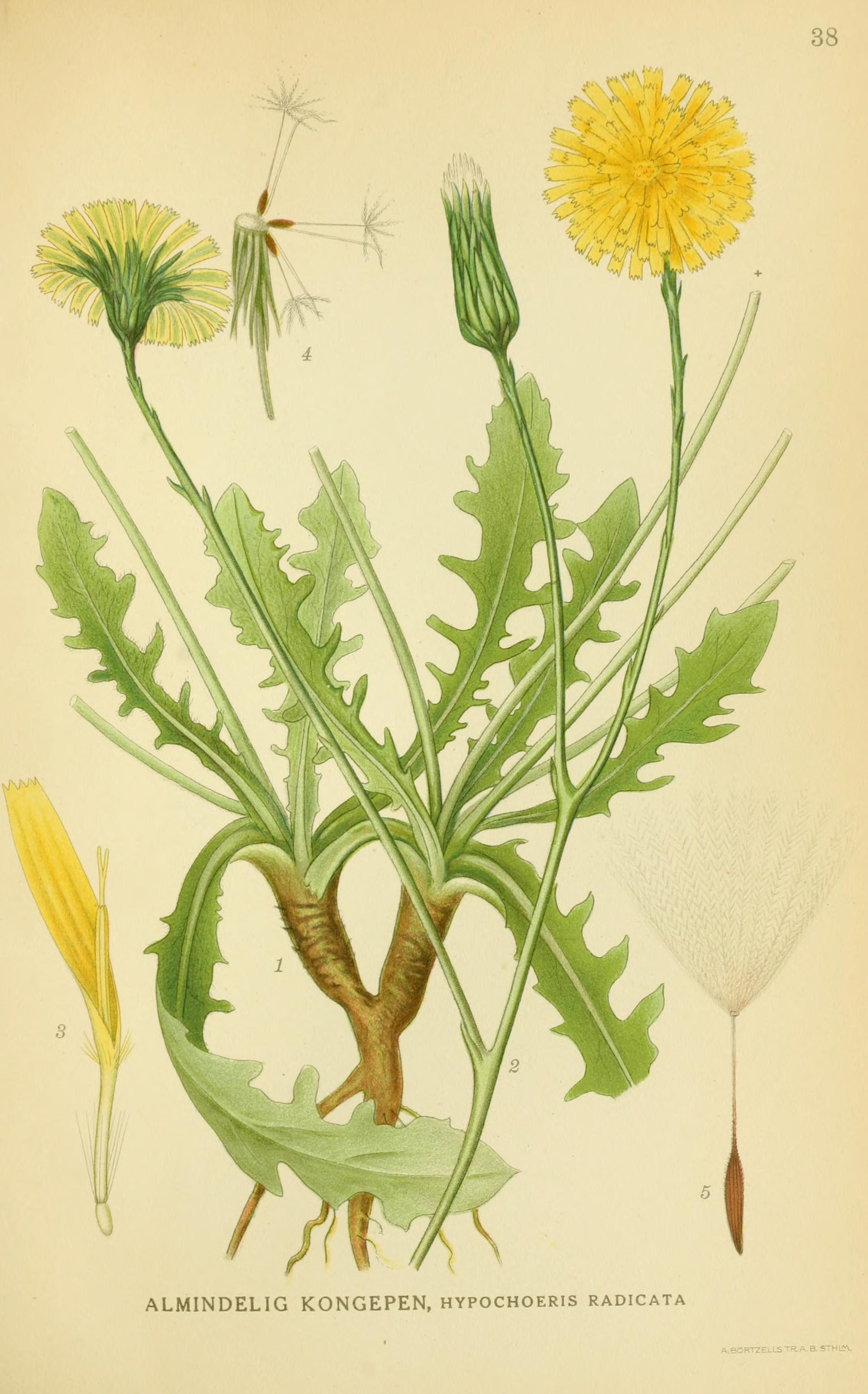
Hypochaeris radicata

Многолетнее травянистое растение высотой от 20 до 70 (реже до 100) см. Базальные и непарноперистые листья сидячие, клиновидные, удлинённые, зубчатые, с рассеянными щетинистыми волосками, травянисто-зелёные с верхней стороны, синеватые с нижней стороны и обычно заметно прижаты к земле. Сине-зелёный, большей частью ветвистый стебель жестковолосистый у основания и голый в верхней части; прямостоячий или восходящий под углом; с несколькими цветочными корзинками, максимум с несколькими чешуевидными прицветниками.

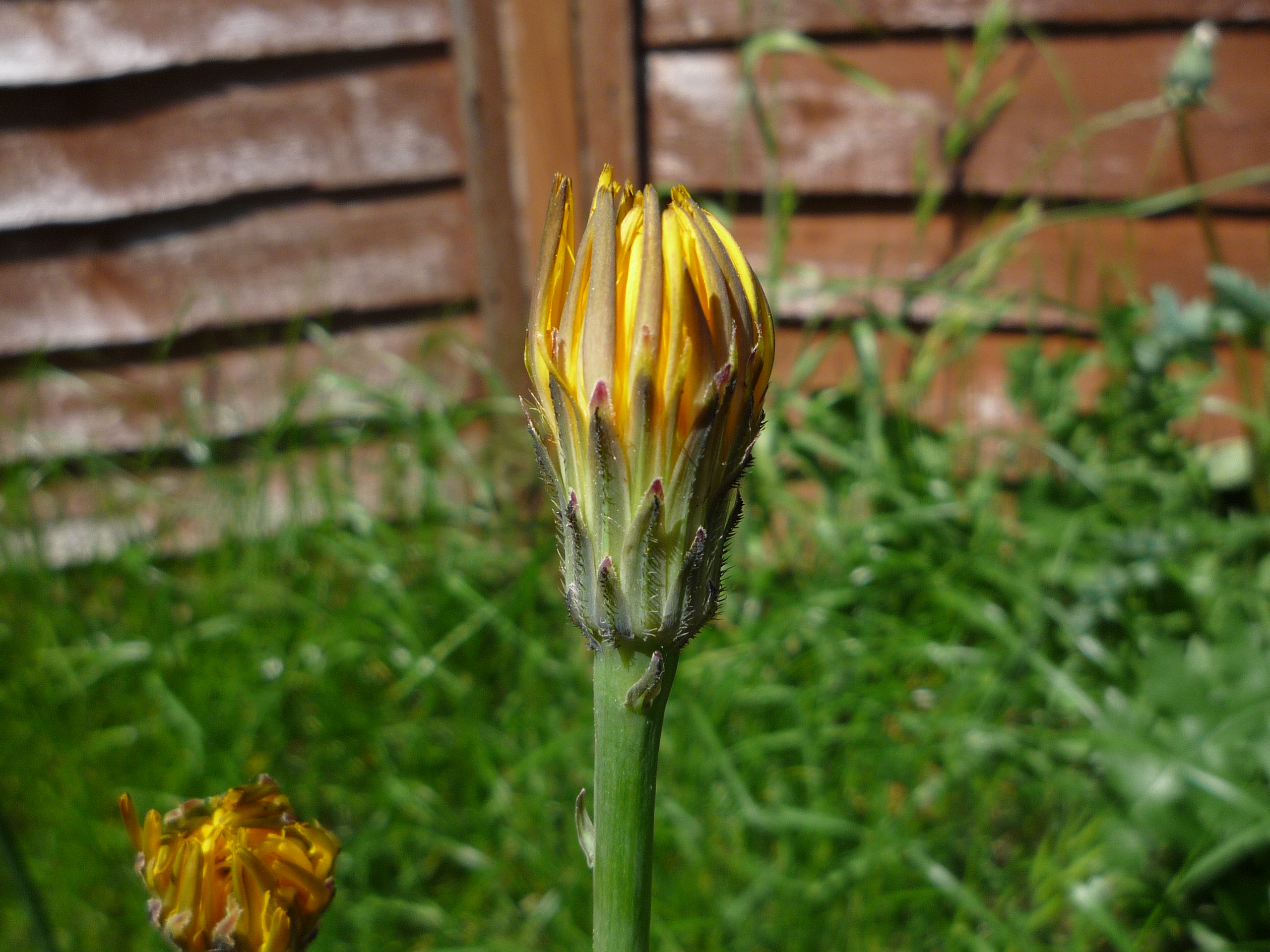
Корзинка с многорядной обёрткой. У основания корзинки на стебле можно видеть два мелких листа

Соцветие — корзинка, цилиндрическая, до 2 см диаметром. У основания корзинки расположены редуцированные мелкие листья. Корзинка состоит только из язычковых цветков, довольно крупная, шириной от 25 до 40 мм. Прицветники голые или щетинисто-волосистые. Обёртка черепитчатая, почти в два раза короче цветков; наружные листочки обёртки ланцетные, с притупленной верхушкой, с узкой перепончатой каймой и реснитчатыми волосками; внутренние листочки узколанцетные, с оттянутым остроконечием. Краевые лепестки жёлтые. Венчик язычковый примерно в четыре раза длиннее ширины, глубоко зубчатый, зеленоватый, с нижней стороны от серо-красноватого до серо-голубого. 
Семянки клювовидные, длиной 15–17 мм, красновато-жёлто-коричневые. В двухрядном паппусе перистым является только внутренний ряд.
Период цветения в Северном полушарии — с июня по октябрь. 
Число хромосом 2n = 8.

## Экология
Розеточный гемикриптофит. Глубоко укореняющееся растение с коротким корневищем, благодаря которому выживает зимой.
Скошенные соцветия быстро заменяются новыми. Золотисто-жёлтые «цветы-корзинки» раскрываются только в солнечные дни по утрам и несут до 100 язычковых цветков. Опылителями являются различные насекомые, особенно пчёлы, а также сирфиды, большеголовки, настоящие мухи и бабочки.
Семянки разносятся ветром.
В качестве паразитических грибов отмечены Leptosphaeria ogilviensis, Pleospora albicans, Pleospora herbarum, Pseudopeziza moutoni, Pyrenopeziza polymorpha, Pyrenophora coronata, Bremia lactucae и Puccinia hypochoeridis.

## Распространение
Широко распространён на большей части Северного полушария, в Евразии и в некоторых частях Нового Света. Широко распространен в Европе, Северной Африке, на Канарских островах, Мадейре, в Западной Азии и Кавказском регионе и является неофитом на юге Африки, Мадагаскаре, Маврикии и Азорских островах, в Индии, Японии, Тайване и Юньнане, Северной и Южной Америке, Австралии, Новой Зеландии и на Гавайях.
Широко распространён на большей части территории Германии до высокогорных районов, а также в остальной части Европы. Растёт в Алльгойских Альпах к юго-западу от Вайеркопфа в Баварии на высоте до 1535 метров над уровнем моря, в кантоне Во на высоте до 1500 метров, в Граубюндене близ Арозы на высоте до 1750 метров и в кантоне Вале на высоте до 1850 метров.
Растёт на сухих лугах, полузасушливых пастбищах или на лесных опушках. Встречается в растительных сообществах класса Cynosurion, Arrhenatherion, Molinion, Violion или Sedo-Scleranthetea. Произрастает на свежих или умеренно сухих, умеренно богатых питательными веществами и щелочных, малоизвестковых или обесщелоченных, нейтральных или кислых, плеснево-гуминовых или сырых, предпочтительно супесчаных и глинистых почвах в умеренно-влажном климате.

## Систематика
Впервые Hypochaeris radicata был научно описан в 1753 году Карлом Линнеем в Species Plantarum.
В зависимости от автора выделяют несколько подвидов:
- Hypochaeris radicata subsp. subsp. ericetorum Soest [syn.  Hypochaeris salina Gren.] — встречается в Великобритании, Франции и Бельгии.
- Hypochaeris radicata subsp. platylepis (Boiss.) Jahand. & Maire [syn.  Hypochaeris platylepis Boiss.]  — встречается в Португалии, Испании, Марокко, Алжире, Тунисе, Сицилии, Сардинии, Италии, Албании и Греции.
- Hypochaeris radicata subsp. radicata

## Использование
Молодые листья употребляются как листовой овощ в сыром или варёном виде, в салатах. Обжаренный корень используют как суррогат кофе.